# Struktura drugorzędowa białka

Struktury drugorzędowe

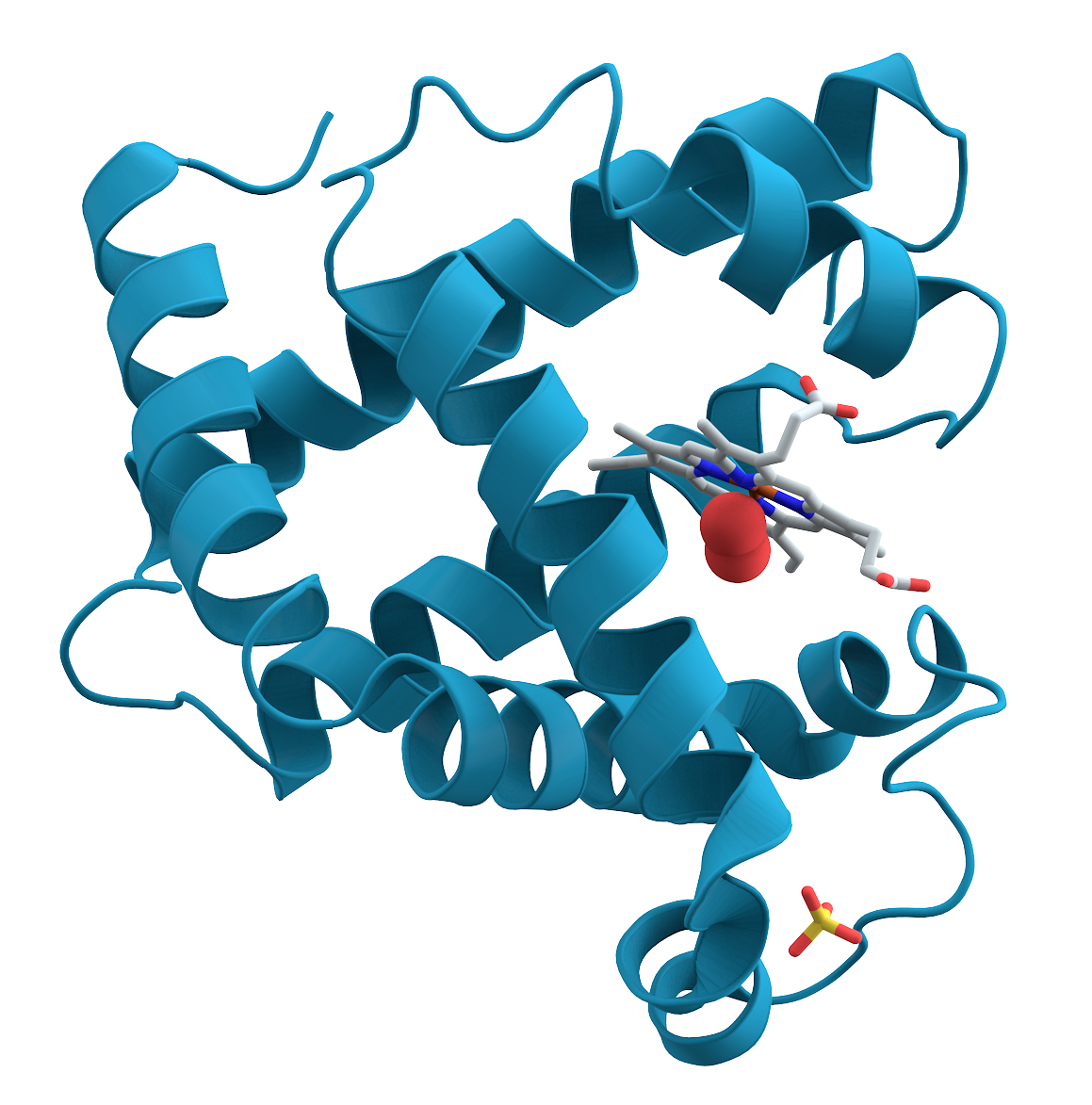
Reprezentacja struktury drugorzędowej mioglobiny. Kolorami zaznaczone są helisy alfa. Brak zaznaczonych harmonijek beta.

Struktura drugorzędowa białka – jeden z poziomów organizacji cząsteczki białka, który opisuje jej budowę. Określa się tu sposób przestrzennego ułożenia łańcuchów polipeptydowych białek  na skutek powstawania wewnątrzcząsteczkowych wiązań wodorowych przede wszystkim między atomami tlenu grup peptydowych i atomami wodoru innych grup peptydowych. Łańcuchy polipeptydowe białek mogą układać się w kształt:
- helisy – helisy alfa (na jeden zwój heliksu przypada 3,6 aminokwasów, co odpowiada 0,54 nm[1]), helisy pi, helisy 310
- pofałdowanej płaszczyzny – harmonijka beta
- beta zakrętu (pętle omega)

Do zobrazowania struktury drugorzędowej używa się w modelu wstęgowym charakterystycznych strzałek (dla harmonijki beta) oraz helis (dla helisy alfa).